# Гран-прі По 1933
Гран-прі По 1933 (фр. II Grand Prix de Pau) — перший етап сезону Гран-прі 1933 року, що відбувся 19 лютого на міській трасі в  По. Одна з найцікавіших гонок в плані погодних умов. 
Переможцем став Марсель Леу. Найкращий час показав Філіп Етанселен.

## Передумови
Відновлення після 1901 року гонки в По відбулося за ініціативою автомобільного клубу Automobile Club Basco Béarnais. Гран-прі мало відкривати сезон автоперегонів 19 лютого і проходило в рамках автомобільного тижня, що включав декілька інших заходів. Також дата на початку року була обумовлена тим, що місто По хотіло зберегти свою репутацію зимового курорту.

## Заявки
|    | Пілот                 | Автівка                  | Двигун  |
| -- | --------------------- | ------------------------ | ------- |
| 2  | Станіслав Чайковський | Bugatti T51A             | 1.5 S-8 |
| 4  | Філіп Етанселен       | Alfa Romeo 8C 2300 Monza | 2.3 S-8 |
| 6  | Марсель Леу           | Bugatti T51              | 2.3 S-8 |
| 8  | Оноре Лорман          | Bugatti T35C             | 2.0 S-8 |
| 10 | Рауль Міколь          | Bugatti T51              | 2.3 S-8 |
| 12 | Жан Делорм            | Bugatti T35C             | 2.0 S-8 |
| 14 | Луї Трентіньян        | Bugatti T35C             | 2.0 S-8 |
| 16 | П'єр Фелікс           | Alfa Romeo 8C 2300 Monza | 2.3 S-8 |
| 18 | Ґай Молл              | Bugatti T51              | 2.3 S-8 |
| 20 | Бенуа Фальчетто       | Bugatti T35B             | 2.3 S-8 |
| 22 | Поль Моран            | Bugatti T35B             | 2.3 S-8 |
| 24 | Робер Брюне           | Bugatti T51              | 2.3 S-8 |
| 26 | Рене Дрейфус          | Bugatti T51              | 2.3 S-8 |
| 28 | Жан Ґопійя            | Bugatti T51              | 2.3 S-8 |
| 30 | Жан де Малеплан       | Maserati 26M             | 2.5 S-8 |
| 32 | Жан-П'єр Вімій        | Alfa Romeo 8C 2300 Monza | 2.3 S-8 |
| 34 | Марсель Жакоб         | Bugatti T35C             | 2.0 S-8 |
| 36 | Ґай Буріа             | Bugatti T51              | 2.3 S-8 |

## Практика
Вхід на практику для глядачів був безкоштовним. Заїзди почалися у п'ятницю в чудових погодних умовах. Десять водіїв використали можливість ознайомитися з треком. Леу та Етанселен стали найшвидшими, показуючи час у 1.56. Граф Чайковський був на три секунди повільнішим. Решта не змогли подолати двохвилинний бар'єр. 
У суботу було холодно та дощило. Водії доклали неабияких зусиль, щоб наблизитися до попереднього часу. Леу знов був швидким, але на сім секунд повільнішим, ніж у п'ятницю.

## Перед стартом
Увечері 18 лютого пішов важкий мокрий сніг. Вранці все місто було вкрите білою ковдрою. Глядачі з ентузіазмом почали займати свої місця на тротуарах. Пілоти, після проведення обговорення, згодились провести гонку. Сніг з вулиць за можливістю згребли, наскільки це було можливим, та посипали сіллю, щоб зменшити ризик виникнення ожеледиці.
Вімій на старт запізнився. Шістнадцять автівок вишикувалися поруч із казино.

## Хід перегонів
Гонка почалася о другій годині дня. Шарль Фару, відомий спортивний репортер та організатор гонки, змахнув прапором, даючи старт. Молл стартував першим. За ним слідували Фелікс, Чайковський, Етанселен, Ґопійя, де Малеплан, Дрейфус і Фальчетто. Сніг продовжував падати, видимість була дуже поганою. Молл відразу скористався перевагою першої позиції, щоб відірватися від суперників якнайдалі. Фелікс намагався нав'язати йому боротьбу, однак виявився повільнішим, і за ним вже вишикувалася черга автівок, які він стримував. Фальчетто вибув через механічні проблеми, а Делорм поїхав на ранній піт-стоп.
Після двох чи трьох кіл вулиці виглядали вже зовсім іншим чином. Замість білого полотна з'явилися дві колії, по яким стікала вода, оточені буро-сірою кашею зі снігу, солі, бруду та гравію. Ці умови були важкими і для звичайних автівок, спортивні ж не мали навіть ані бризковиків, ані склоочисників. Сльота злітала високо в повітря, заліплюючи вітрове скло, окуляри пілотів та всі отвори на автівках. Про героїчні маневри на трасі не велося й мови. Всі намагалися просто втримати себе на дорозі та сподівалися на помилку того, хто йшов попереду.
Чайковський та Етанселен обійшли Фелікса, але не могли наздогнати Молла. Леу, відіграючи поганий старт, почав жорстко пресувати частину пелетону перед собою, прориваючись із задніх рядів. Йому вдалося добре просунутися, коли більшість водіїв пішла на піт-стопи. Дрейфус мав проблеми з очима, та був змушений кілька разів зупинятися. Етанселен на 11 колі зробив піт-стоп, перебуваючи на третій позиції, оскільки мав зчистити сніг. Він програв два кола Моллу і став 13-м, а Ґопійя вийшов на третє місце. Леу досяг значного прогресу й на шістнадцятому колі показав найкращий час, а на двадцятому — став четвертим, позаду Молла, Чайковського та Ґопійя.
На 25-му колі сніг, нарешті, припинився, й видимість стала кращою. Стан траси, навпаки, погіршав. Це, здавалося, зовсім не заважало Леу, який незабаром наздогнав Ґопійя та обійшов його. На тридцятому колі Марсель обігнав Чайковського. Певний час лідерство зберігалося за двома мешканцями Алжиру. Але Молл швидко пішов на піт-стоп, змістившись, таким чином, на третю позицію. Ломбар та Брюне зійшли. На треку залишалося тринадцять машин. Виглянуло сонце.
На 35 колі Леу півхвилини відіграв у Чайковського, що залишався його найближчим переслідувачем. Молл йшов відразу за поляком. У жахливих умовах йому знадобилося багато часу, щоб обійти графа. Коли ж йому це вдалося, розрив із Леу становив вже хвилину. Етанселен, відігруючи ранній піт-стоп, показав найкращий час та піднявся на 40-му колі до десятої позиції.
На 45 колі Чайковський поступився Буріа. Останній почав наздоганяти Молла, і розрив між ними скоротився до декількох секунд. Але потім бруд заліпив йому очі, і Буріа був змушений сповільнитися.
На 50-му колі Ґопійя та Моран вибули з гонки. Етанселен та Дрейфус, пришвидшившись, пройшли Чайковського, після чого обидва по кілька разів показали найкращий час на колі. На 58 колі Етанселен показав найкращий час на колі у гонці загалом.
Чайковський та Фелікс зійшли. Етанселен та Дрейфус стали третім та четвертим відповідно. Буріа, щоб прочистити очі, був змушений зробити піт-стоп. Етанселен та Дрейфус йшли за Моллом до самого фінішу. Леу зберіг перевагу в одну хвилину і закінчив 80 кіл дистанції першим. Молл, затверджуючи «алжирський» дубль, став другим. Етанселен, на двадцять секунд випередивши Дрейфуса, посів третє місце. В тому ж колі фінішував Буріа. Дев'ять автівок дісталися фінішу.

## Результати
|      | Пілот                 | Конструктор | Кіл | Час             | Очки |
| ---- | --------------------- | ----------- | --- | --------------- | ---- |
| 1    | Марсель Леу           | Bugatti     | 80  | 2:54:06,8       |      |
| 2    | Ґай Молл              | Bugatti     | 80  | + 0:59,8        |      |
| 3    | Філіп Етанселен       | Alfa Romeo  | 80  | + 1:17,4        |      |
| 4    | Рене Дрейфус          | Bugatti     | 80  | + 1:39,2        |      |
| 5    | Ґай Буріа             | Bugatti     | 80  | + 2:45,2        |      |
| 6    | Луї Трентіньян        | Bugatti     | 79  | +1 коло         |      |
| 7    | Жан де Малеплан       | Maserati    | 76  | +4 кола         |      |
| 8    | Марсель Жакоб         | Bugatti     | 75  | +5 кіл          |      |
| 9    | Жан Делорм            | Bugatti     | 62  | +18 кіл         |      |
| Схід | Станіслав Чайковський | Bugatti     | 55  | задній привід   |      |
| Схід | П'єр Фелікс           | Alfa Romeo  | 55  | механіка        |      |
| Схід | Поль Моран            | Bugatti     | 50  | механіка        |      |
| Схід | Жан Ґопійя            | Bugatti     | 50  | механіка        |      |
| Схід | Оноре Лорман          | Bugatti     | 30  | коробка передач |      |
| Схід | Робер Брюне           | Bugatti     | 30  | аварія          |      |
| Схід | Бенуа Фальчетто       | Bugatti     | 0   | механіка        |      |
| НС   | Жан-П'єр Вімій        | Alfa Romeo  |     | запізнення      |      |
| НС   | Рауль Міколь          | Bugatti     |     | неявка          |      |